# Брендо (игрок в пляжный футбол)
Брендо Канела Чагас Нестор (порт. Brendo Canela Chagas Nestor; род. 11 февраля 1996, Гуарапари, Эспириту-Санту) — бразильский игрок в пляжный футбол. Выступает за сборную Бразилии. Участник чемпионата мира 2024 года.

## Биография
Брендо играл за клубы в разных странах. На родине в Бразилии он представлял «Анчиету», а за рубежом играл за российские «Крылья Советов», «Сити», «Локомотив», а также турецкую «Аланью Беледие» и израильский «Рош Хааин». В 2019 году стал лучшим игроком чемпионата Капишаба в составе клуба «Анчиеты».
Первым крупным турниром Брендо в футболке сборной Бразилии по пляжному футболу стала Южноамериканская лига в 2019 году. Впервые на чемпионате мира сыграл в 2024 году в ОАЭ. По состоянию на январь 2024 года в составе национальной команды провёл 45 матчей и забил 26 голов.

## Достижения
Сборная Бразилии
- Обладатель Кубка Америки: 2023
- Финалист Кубка Америки: 2022
- Обладатель Кубка Неома: 2023
- Победитель Южноамериканской лиги: 2019

На клубном уровне
- Чемпион Бразилии: 2021 (в составе «Анчиеты»)
- Чемпион Испании: 2021 (в составе «Мелистара»)
- Чемпион Украины: 2021 (в составе «NC Beachsoccer»)
- Лучший игрок чемпионата Украины: 2021 (в составе «NC Beachsoccer»)
- Лучший бомбардир Inter Cup: 2018 (в составе «Крыльев Советов»)
- Победитель Московского международного кубка: 2023 (в составе «Локомотива»)
- Финалист Московского международного кубка: 2022 (в составе «Локомотива»)